# Mordella communis
Mordella communis là một loài bọ cánh cứng trong họ Mordellidae. Loài này được Waterhouse miêu tả khoa học năm 1878.